# CJ Bott
Catherine Joan Bott (Wellington; 22 de abril de 1995), más conocida como CJ Bott, es una futbolista neozelandesa. Juega como defensora en el Leicester City de la Women's Super League de Inglaterra. Es internacional con la selección de Nueva Zelanda.

## Trayectoria
Después de jugar en su país natal con el Tawa AFC, Lynn Avon United, Waterside Karori y Northern Football, Bott aterrizó en el FF USV Jena de la Bundesliga Femenina el 25 de julio de 2017, haciendo su debut en septiembre de ese año en la derrota por 4-1 ante el Turbine Potsdam.
Tras el descenso de su club en la temporada 2017-18, se unió al Vittsjö GIK de la Damallsvenskan sueca el 22 de julio de 2018. En su primera temporada jugó 11 partidos contribuyendo a que su club evitara el descenso con dos victorias en los dos últimos partidos. El 28 de abril de 2019 marcó su primer gol en liga. En el siguiente campeonato, hizo 19 de 22 apariciones cuando el Vittsjö terminó tercero en la tabla de posiciones.
Para la temporada 2020 se unió a las filas del Vålerenga noruego y formó parte de la plantilla que sacó campeón al club por primera vez en su historia. En la Liga de Campeones 2020-21, tras dos victorias consecutivas por 7-0 ante el KÍ Klaksvík y el Gintra Universitetas en la fase de clasificación, el Vålerenga se despidió del torneo en los octavos de final con una derrota 4-5 por penales ante el Brøndby IF. En la edición 2021-22, fue eliminada en la segunda ronda de clasificación tras dos derrotas (1-3 y 2-3) ante el BK Häcken. Después de la temporada 2021, en la que levantó la Copa de Noruega, Bott decidió dejar el club.
En marzo de 2022, se unió al club inglés Leicester City.

## Selección nacional

### Categorías menores
Bott participó con la sub-17 de su país en el Campeonato de Fútbol Femenino Sub-17 de Oceanía 2012, donde jugó dos partidos luciendo el brazalete de capitana. Al ganar el campeonato, el equipo se clasificó para la Copa Mundial Sub-17 de 2012 en Azerbaiyán. Allí, sin embargo, las jóvenes neozelandesas se encontraron con oponentes más fuertes. Bott solo saltó a la cancha dos veces y fue capitana una vez. Después de tres derrotas, Nueva Zelanda fue eliminada como última del grupo.
En febrero de 2014 participó en el Campeonato de Fútbol Femenino Sub-20 de Oceanía de 2014 en su país natal, jugando dos de los tres partidos de las Kiwis. Con tres victorias, Nueva Zelanda también pudo ganar este campeonato y clasificarse para la Copa Mundial Sub-20 de 2014 en Canadá. En el mundial, la defensora participó en todos los partidos de la selección. Las neozelandesas terminaron segundas en la fase de grupos detrás de los campeones de Europa, Francia, alcanzando así los cuartos de final por primera vez en una Copa del Mundo. Sin embargo les llegó el final contra el eventual subcampeón Nigeria.

### Selección mayor
Bott debutó con la selección absoluta de Nueva Zelanda en marzo de 2014, participando en la Copa de Chipre de ese año.
En mayo de 2015 fue convocada para disputar la Copa Mundial de 2015 como jugadora con el menor número de partidos internacionales en la categoría absoluta (1). Sin embargo, la defensora no vio minutos de juego. Para los Juegos Olímpicos de 2016, solo fue convocada como suplente.
Jugó dos partidos en el Campeonato de la OFC 2018 y se clasificó con su equipo como campeona de Oceanía para la Copa del Mundo de 2019 y los Juegos Olímpicos de 2020.
Bott anotó su primer gol internacional en la edición inaugural de la Copa de Naciones (2019), en lo que fue la única victoria de las Kiwis en el torneo, un 2-0 ante Argentina.
En abril de 2019 recibió su llamado a la selección con motivo del Mundial de Francia 2019. Jugó dos encuentros en la fase de grupos y, tras perder Nueva Zelanda todos los partidos de esta instancia, la defensora le dijo adiós al sueño mundialista. También jugó en las tres derrotas en los Juegos Olímpicos de Tokio 2020.

## Estadísticas

### Clubes
| Club           | País       | Año             |
| -------------- | ---------- | --------------- |
| FF USV Jena    | Alemania   | 2017 - 2018     |
| Vittsjö GIK    | Suecia     | 2018 - 2019     |
| Vålerenga      | Noruega    | 2020 - 2021     |
| Leicester City | Inglaterra | 2022 - presente |

## Palmarés

### Títulos nacionales
| Título          | Club      | País    | Año  |
| --------------- | --------- | ------- | ---- |
| Toppserien      | Vålerenga | Noruega | 2020 |
| Copa de Noruega | Vålerenga | Noruega | 2020 |
| Copa de Noruega | Vålerenga | Noruega | 2021 |

### Títulos internacionales
| Título                        | Equipo        | Sede            | Año  |
| ----------------------------- | ------------- | --------------- | ---- |
| Campeonato Sub-17 de la OFC   | Nueva Zelanda | Nueva Zelanda   | 2012 |
| Campeonato Sub-20 de la OFC   | Nueva Zelanda | Nueva Zelanda   | 2014 |
| Campeonato Femenino de la OFC | Nueva Zelanda | Nueva Caledonia | 2018 |

(*) Incluyendo la Selección